# Icade
ICADE (in origine Société Centrale Immobilière de la Caisse des Dépôts – SCIC) è un'azienda francese operante nel settore immobiliare.
Essa è stata creata nel 1954 come Société Centrale Immobilière de la Caisse des Dépôts (SCIC) dalla Caisse des dépôts et consignations. Nel 2003 essa ha cambiato nome in "Icade" e nel 2006 è stata quotata alla borsa di Parigi.
Le attività di Icade sono organizzate in tre poli: Fondiario (terziario e sanità), Promozione (uffici e alloggi) e Servizi.